# Mariä Heimsuchung (Appersdorf)

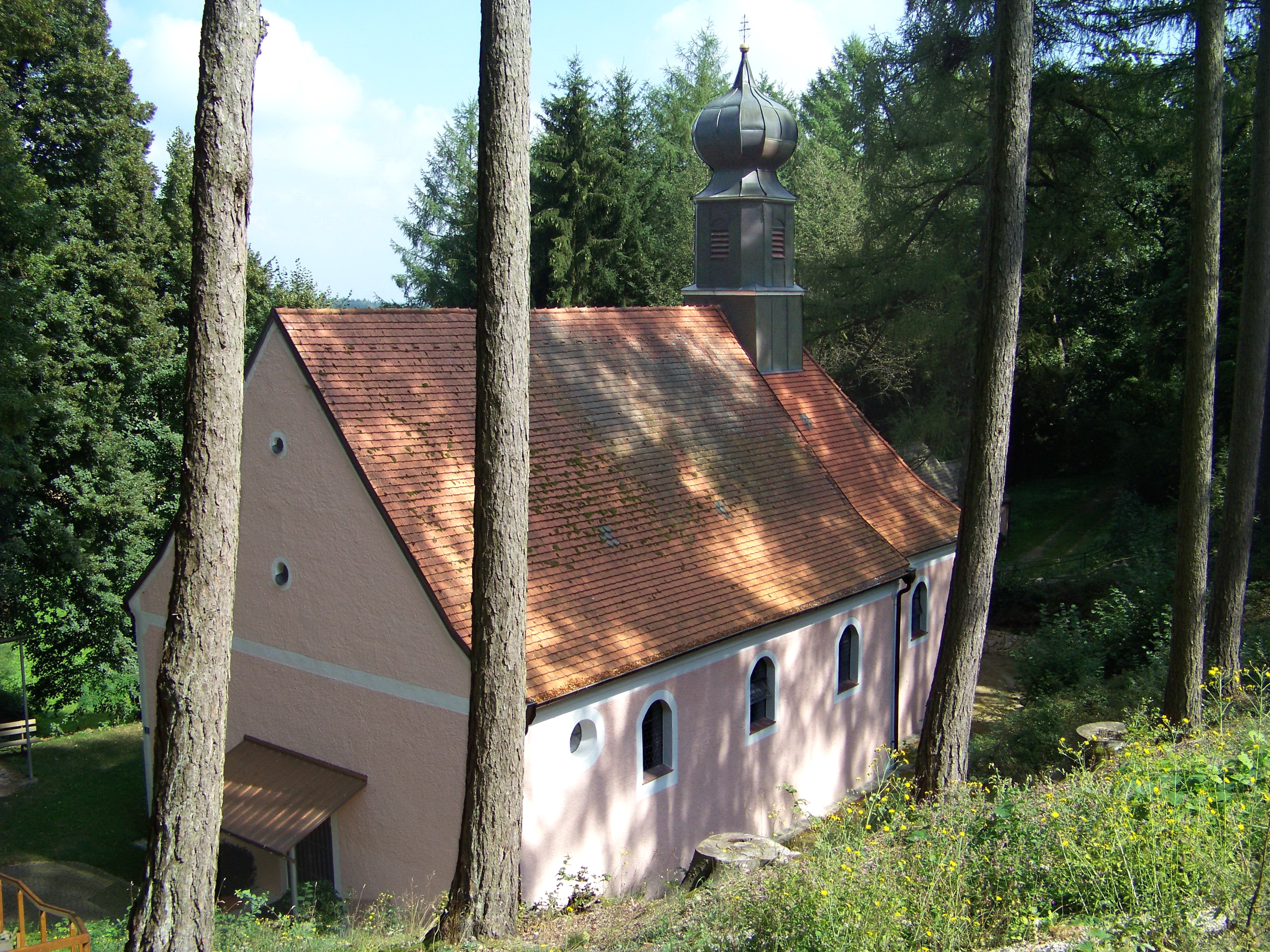
Mariä Heimsuchung in Appersdorf

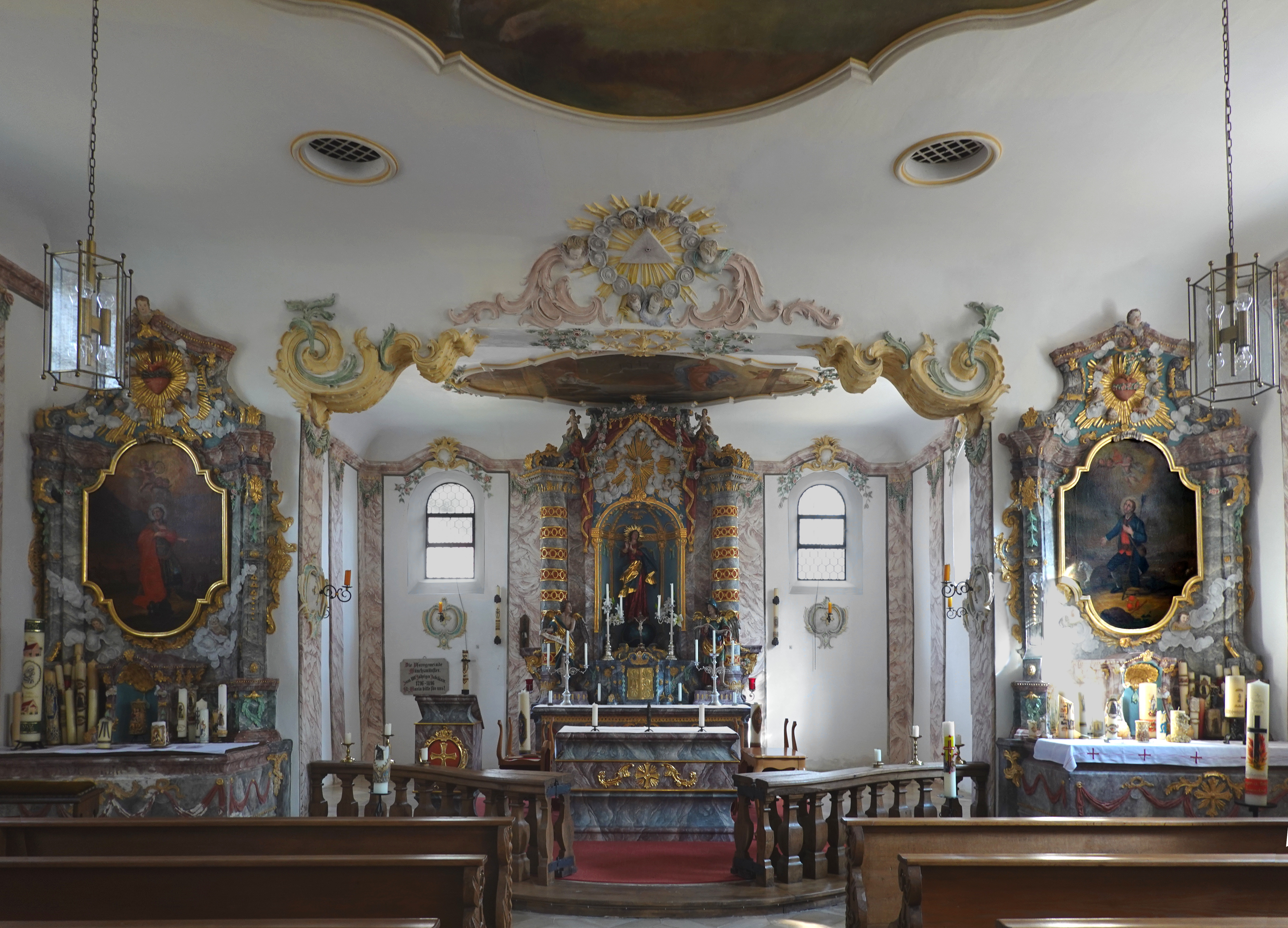
Innenraum

Die römisch-katholische Kapelle Mariä Heimsuchung, genannt Brünnlkapelle, steht in Appersdorf, einem Gemeindeteil von Elsendorf im niederbayerischen Landkreis Kelheim. Sie ist in der Liste der Baudenkmäler in Elsendorf unter der Nr. D-2-73-163-4 eingetragen. Die Kapelle gehört zum Dekanat Kelheim im Bistum Regensburg.

## Beschreibung
Einer Legende zufolge bat ein erblindeter Hirte die Muttergottes um Heilung und wurde von ihr zu einer Quelle, dem Brünnl von Appersdorf, geschickt, sich die Augen mit dem Wasser zu waschen. Er tat, wie ihm geraten, wurde sehend und brachte zum Dank am Ort ein Votivbild an. 1723 wurde eine Holzkapelle für das Bild gebaut und 1788 die erhaltene Kapelle aus Stein. Seit 1796 pilgern Fußwallfahrer zu der Kapelle. Sie ist in ihrer Bauart eine Saalkirche, bestehend aus dem einschiffigen Langhaus, dem eingezogenen, querrechteckigen Chor im Osten und der Sakristei an der Stirnfläche des Chors. Aus dem Dach des Chors erhebt sich ein quadratischer Dachreiter mit achteckigem Obergeschoss und einer eingeschnürten Zwiebelhaube. Langhaus und Chor sind mit Flachdecken überspannt. Die drei Altäre sind im Zopfstil gestaltet. Auf dem Fresko an der Decke ist die Wallfahrt dargestellt.
Die Orgel mit acht Registern auf zwei Manualen und Pedal wurde 1919 als Opus 1270 von Steinmeyer als Transmissionsorgel gebaut. Bei dieser Art Orgel können die vorhandenen Register auf beiden Manualen wahlweise unterschiedlich registriert werden.